# ホテル龍登園

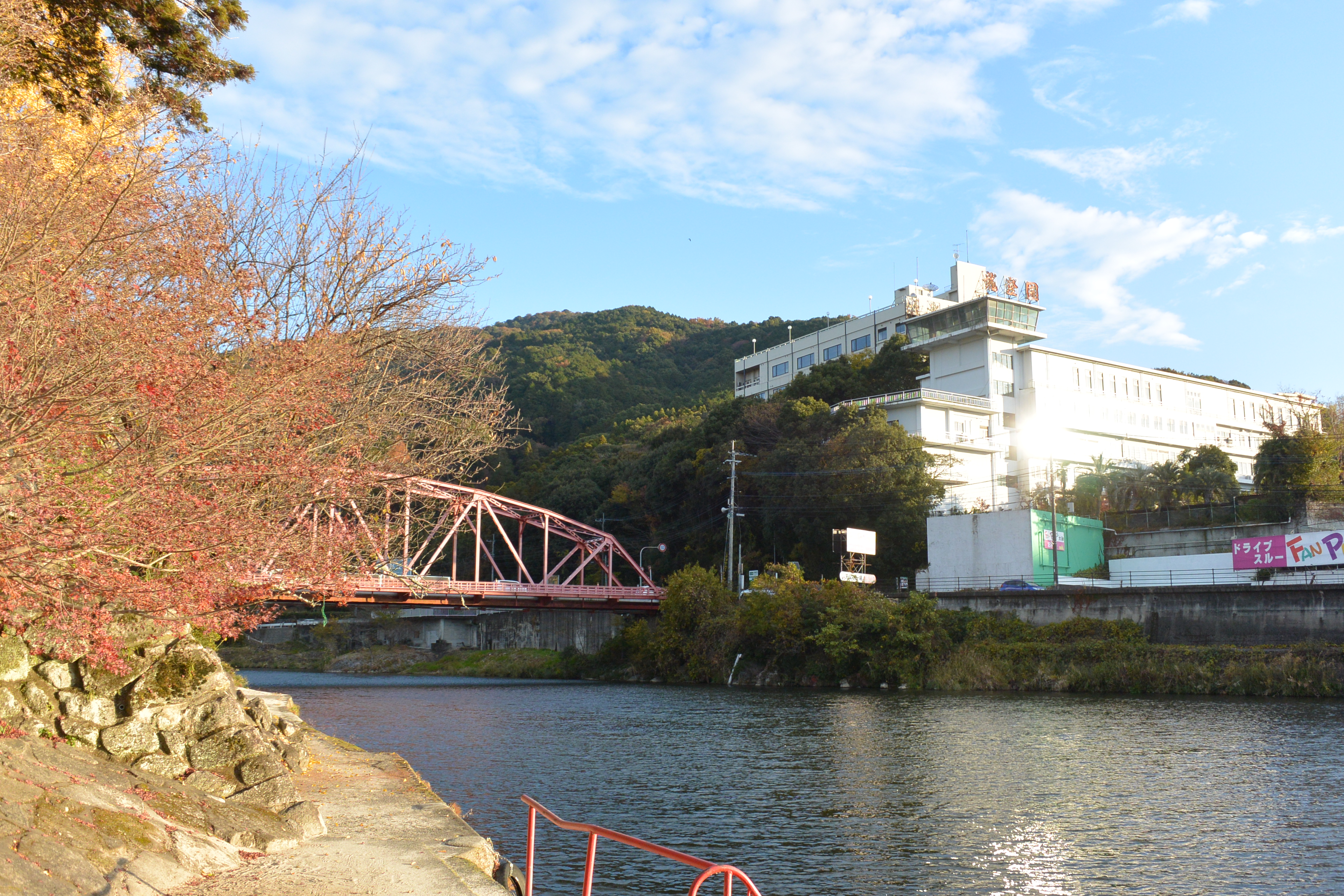
嘉瀬川の対岸から見た
ホテル龍登園の建物。
手前にある橋が官人橋。

龍登園（りゅうとうえん）は、佐賀県佐賀市大和町の川上峡温泉にあるホテル。株式会社新大和観光により運営されている。

## 概要
佐賀平野を潤す嘉瀬川のほとりにあり、豊かで美しい自然に恵まれたホテルである。健康・環境・感動をテーマにしており、健康志向の料理、温泉大浴場や女性専用岩盤浴、夏は3つのプールやバーベキューが楽しめる。直営農場「野の花農園」で米や野菜を低農薬栽培し、「レストラン清風亭」で提供するほか、農園として貸し出しを行うなど、単なる宿泊施設を超えたサービスを提供している
。
佐賀市大和地区の成人式会場として利用されるほか、子どもを育む市民運動として佐賀市が推進している「子どもへのまなざし運動」に参加するなど、地域に密着した施設としても知られる。2007年には、全国旅館ホテル生活衛生同業組合連合会から第10回「人に優しい地域の宿づくり賞」努力賞を受賞している。

## 施設

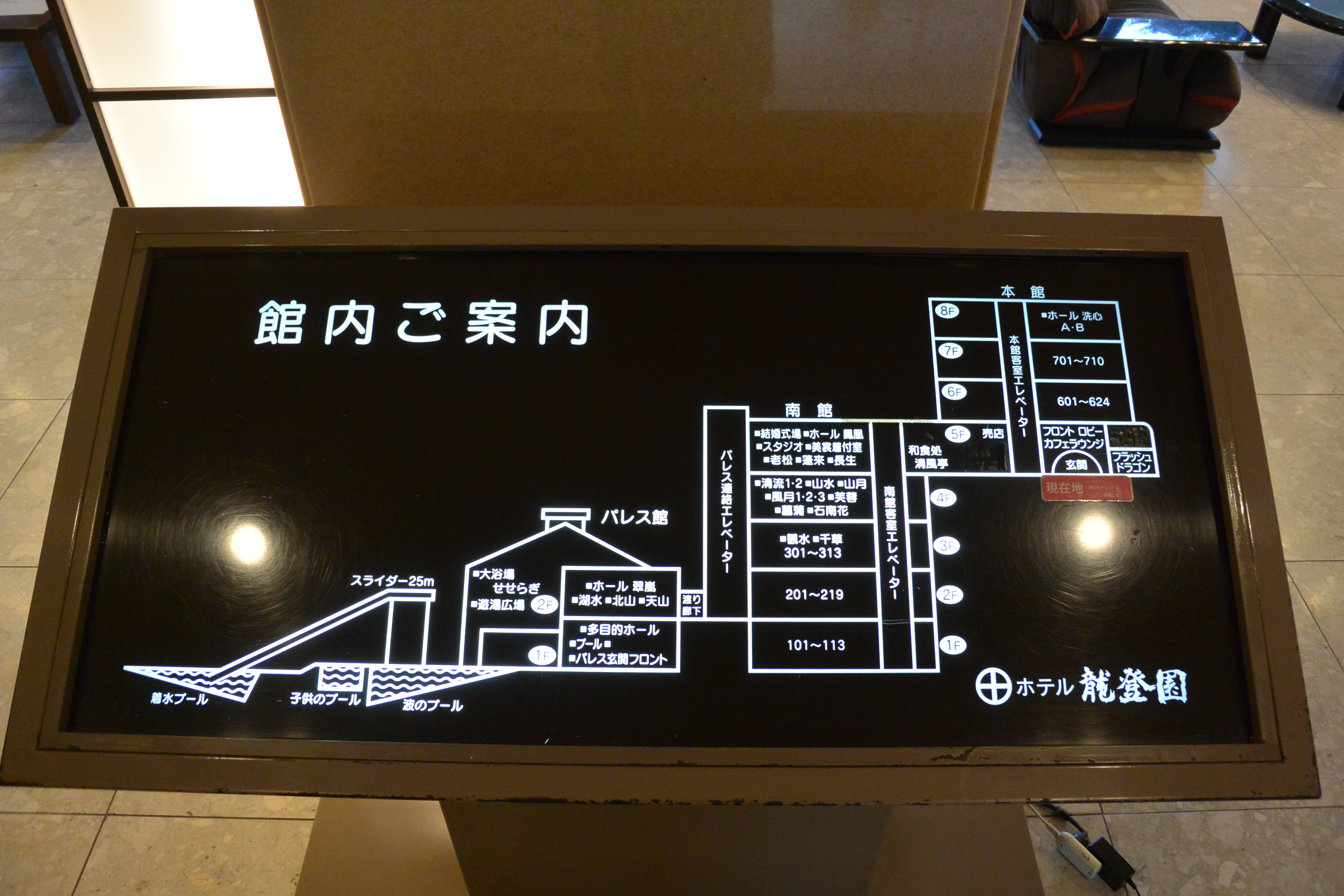
ホテル龍登園の館内案内図

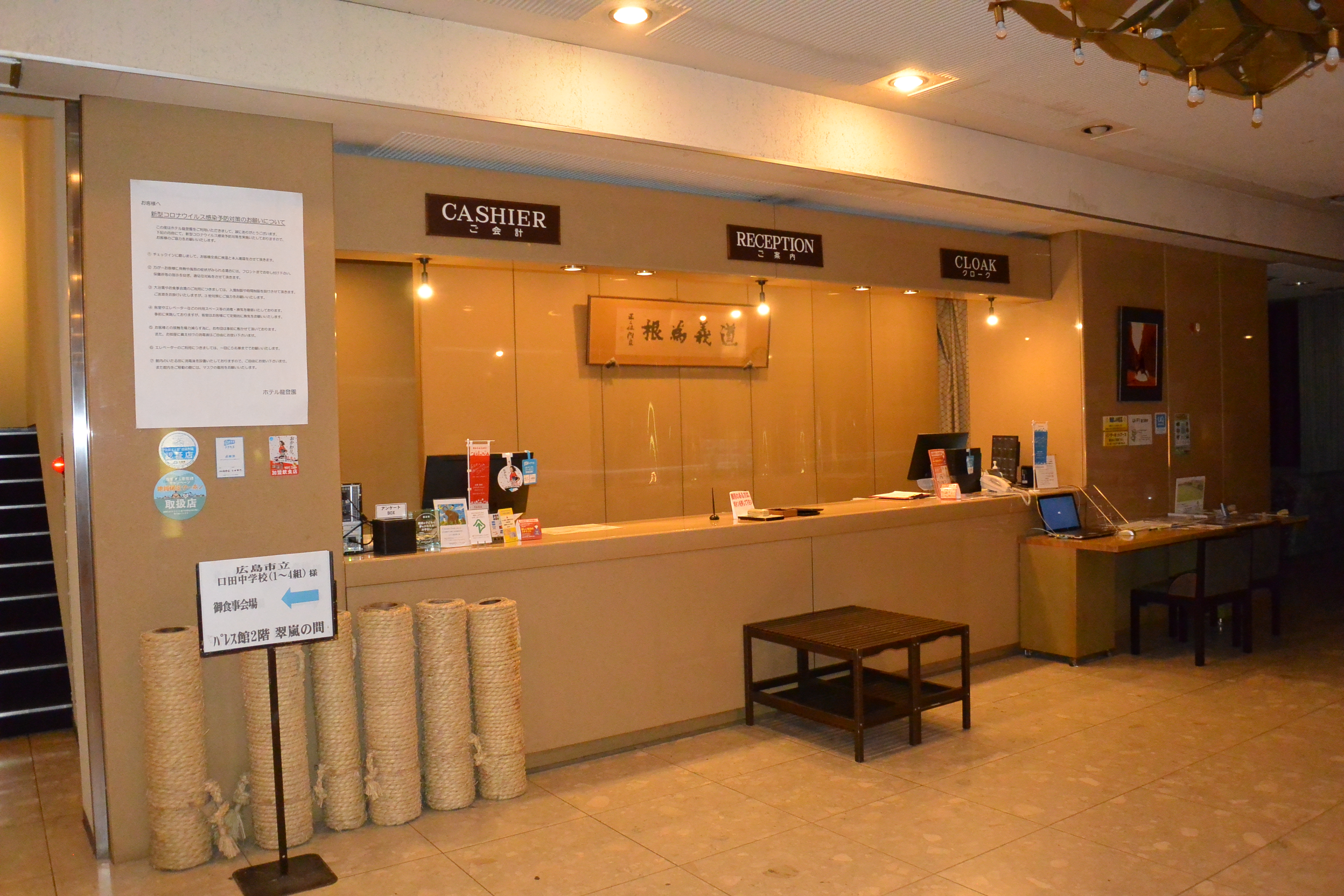
ホテル龍登園のフロント。
左手前に並んでいるのは、
「川上峡花火大会」で使われる
「手筒花火」。

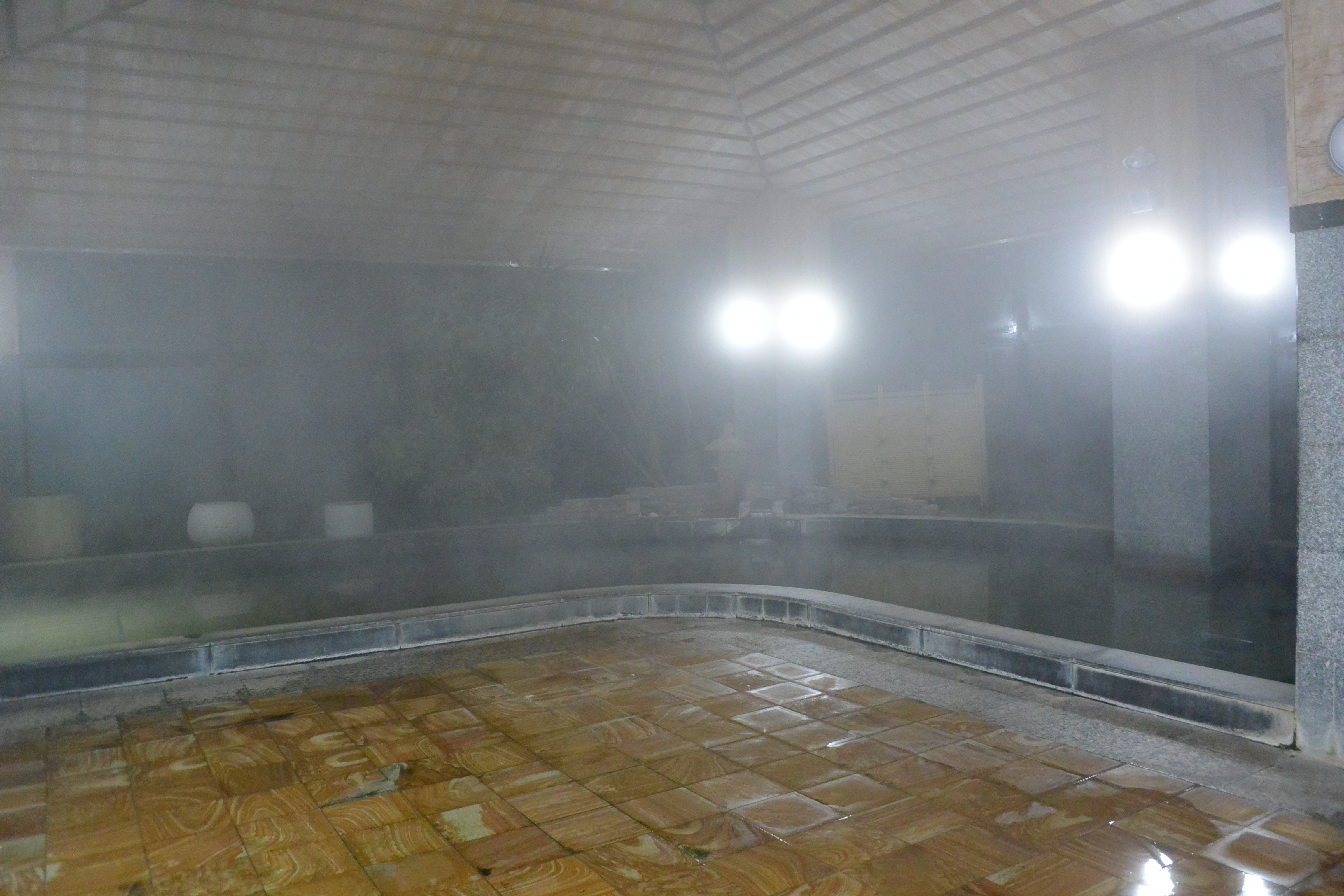
ホテル龍登園の温泉大浴場。
泉質は、アルカリ性単純温泉

山の斜面に沿って建てられた3つの建物からなっている。
- 本館 ｰ 5階～8階の4階建。5階が玄関となっている。客室、フロント、ロビー、売店などがある。庭園では、春や秋にライトアップを実施している。
- 南館 - 1階～5階の5階建。結婚式場や客室がある。5階には本館との、2階にはパレス館との連絡通路がある。2階・3階の一部客室には窓がないか、あっても眺望が望めない。
- パレス館 - 1階～2階の2階建。温泉大浴場や多目的ホールがある。屋外にはプールがある。エレベーターがないうえに南館1階との行き来ができないため1階には車椅子で行けない。